# Kevin & Perry
 (décembre 2023).
Pour plus de détails, voir Fiche technique et Distribution.
Kevin & Perry (Kevin & Perry Go Large) est un film britannique réalisé par Ed Bye, sorti en 2000.

## Synopsis
Les vacances d'été tirent à leur fin et Kevin (Harry Enfield) et Perry (Kathy Burke) sont au bord de la crise d'hystérie : toujours puceaux, ils ont passé ces deux derniers mois à se lamenter et à tenter de créer le "tube de demain" sur leurs tables de mixage. Ils s'imaginent super DJ entourés de bombes sexuelles.
Leur rêve le plus cher : partir à Ibiza, l'île des boîtes techno et des filles pas farouches. C'est le top quand les parents de Kevin, M. (James Fleet) et Mme Patterson (Louisa Rix), lui annoncent qu'il part dans ce lieu paradisiaque avec son ami Perry, mais c'est l'enfer lorsque Kevin apprend que ses "vieux" vont les accompagner.
A leur arrivée, les garçons font la connaissance de leur héros, l'affreux DJ Eye Ball Paul (Rhys Ifans), et de deux supers nanas, Candice (Laura Fraser) et Gemma (Tabitha Wady), dont ils tombent immédiatement amoureux.

## Fiche technique
- Titre : Kevin & Perry
- Titre original : Kevin & Perry Go Large
- Réalisation : Ed Bye
- Scénario : David Cummings et Harry Enfield
- Musique : Cecily Fay et Philip Pope
- Pays d'origine :  Royaume-Uni
- Sociétés de production : Tiger Aspect Pictures
- Genre : Comédie érotique
- Durée : 82 minutes
- Date de sortie : 21 avril 2000

## Distribution
- Harry Enfield : Kevin
- Kathy Burke : Perry
- Rhys Ifans : Eyeball  Paul
- James Fleet : Papa (Ray)
- Louisa Rix : Maman (Sheila)
- Laura Fraser : Candice
- Tabitha Wady : Gemma
- Steve O'Donnell : Big Baz
- Natasha Little : Anne Boleyn
- Anna Shillinglaw : la fille en Bikini
- Badi Uzzaman : le commerçant
- Kenneth Cranham : le vicaire
- Sam Parks : l'officier de police
- Rupert Vansittart : le directeur de banque
- Frank Harper : le voleur
- Mark Tonderai : le patron du magasin de musique
- Amelia Curtis : Sharon
- Steve McFadden : le videur